# Peter Pollack

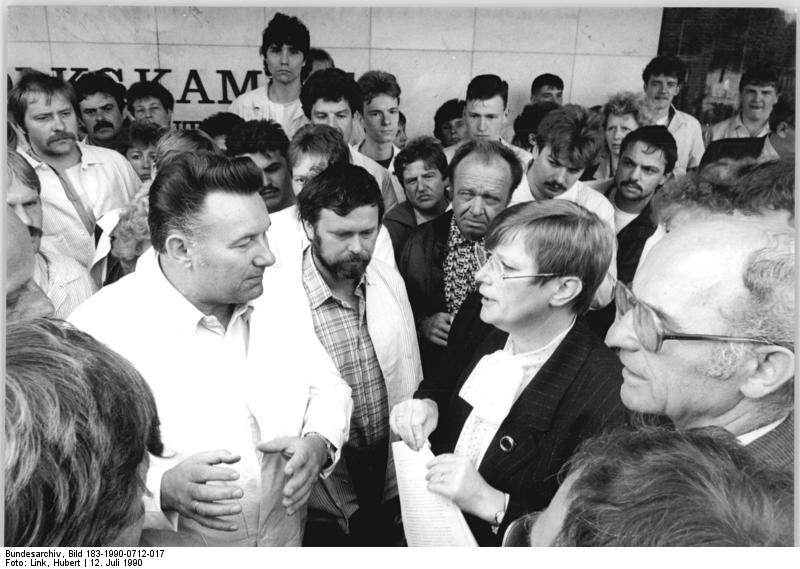
Peter Pollack (rechts) und Sybille Reider (2 von rechts), Ministerin für Handel und Tourismus in der DDR (1990)

Peter Pollack (* 30. August 1930 in Dresden; † 20. Oktober 2017 in Nauen) war von April bis August 1990 Minister für Ernährung, Land- und Forstwirtschaft der DDR.

## Leben und Wirken
Pollack absolvierte 1949 das Abitur und arbeitete bis 1952 als Landwirtschaftsgehilfe. Von 1952 bis 1955 folgte ein Studium der Landwirtschaft an der Universität Halle-Wittenberg, das er 1955 als Diplom-Landwirt abschloss. Von 1956 bis 1963 war Pollack wissenschaftlicher Mitarbeiter an der Universität Halle am Institut für Futterbau und Kulturtechnik. 1963 wurde er an der Universität Halle mit der Arbeit „Untersuchungen über die Ertragsleistung, über die Inhaltsstoffe des Aufwuchses und über die Entwicklung des Pflanzenbestandes auf speziellen Grünlandflächen in der Altmärkischen Wische in Abhängigkeit von verschiedenen Nährstoffgaben“ zum Dr. agr. promoviert.
In der Forschungsstelle Altmärkische Wische in Falkenberg war Pollack von 1963 bis 1968 als wissenschaftlicher Mitarbeiter tätig, von 1969 bis 1990 dann als Direktor des wissenschaftlichen Zentrums zur landwirtschaftlichen Vorbereitung von Meliorationen für den Bezirk Magdeburg.
Am 12. April 1990 wurde der parteilose Peter Pollack auf Vorschlag der SPD Minister für Ernährung, Land- und Forstwirtschaft der DDR in der Regierung de Maizière. Am 16. August 1990 schied er gemeinsam mit den SPD-Ministern aus der Regierung aus. Von 1991 bis 1993 folgte die Arbeit als Dezernent im Amt für Landwirtschaft und Flurneuordnung Salzwedel in Sachsen-Anhalt. 1993 wurde er Sonderbeauftragter des Ministers für Ernährung, Land- und Forstwirtschaft in Sachsen-Anhalt. Er übte diese Tätigkeit bis 1996 aus, bis er in den Ruhestand ging.
Seit 1998 war Peter Pollack Gemeindevertreter der havelländischen Gemeinde Paulinenaue für die SPD.